# Agathotoma finalis
Agathotoma finalis is een slakkensoort uit de familie van de Mangeliidae. De wetenschappelijke naam van de soort is voor het eerst geldig gepubliceerd in 1993 door Rolán & Fernandes.
Dit zeeslakje is endemisch in Sao Tomé en Principe.